# یوهانس لونکلاویوس
یوهانس لونکلاویوس (انگلیسی: Johannes Leunclavius; ۱ ژانویهٔ ۱۵۳۳ – ۲۱ نوامبر ۱۵۹۲) مورخ، و متخصص در تاریخ ترکیه نویسنده اهل آلمان بود.